# Neurocolpus tiliae
Neurocolpus tiliae är en insektsart som beskrevs av Knight 1934. Neurocolpus tiliae ingår i släktet Neurocolpus och familjen ängsskinnbaggar. Inga underarter finns listade i Catalogue of Life.